# Kevin Anthony Ford
Kevin Anthony Ford (* 7. Juli 1960 in Portland, Indiana) ist ein pensionierter US-Luftwaffenoberst und ehemaliger Astronaut der NASA. Ford war Pilot der Space-Shuttle-Mission STS-128, die am 29. August 2009 zur Internationalen Raumstation startete, und Kommandant der ISS-Expedition 34.

## Leben
Ford wurde in Portland, Indiana als Sohn von Clayton und Barbara Ford geboren und wuchs in Montpelier, Indiana auf. 1978 machte er seinen Abschluss an der Blackford High School in Hartford, Indiana. 1982 schloss er sein Studium der Luft- und Raumfahrttechnik an der Universität von Notre Dame, Indiana, mit einem Bachelor ab. 1989 erlangte er einen Master in Internationalen Beziehungen an der Universität von Troy, Alabama, dem 1994 ein Master in Luft- und Raumfahrttechnik an der Universität von Florida folgte. 1997 promovierte Ford zum Ph.D. in Luft- und Raumfahrttechnik am Air Force Institute of Technology, Ohio.
Ford nahm während seines Studiums in Notre Dame erfolgreich am Ausbildungsprogramm der Streitkräfte, dem Reserve Officer Training Corps, teil und trat der US Air Force bei. An der Air University, der Universität der US Air Force in Alabama, absolvierte Ford mit Erfolg mehrere Studiengänge, so die Squadron Officer School, das Air Command and Staff College und das Air War College.
Ford ist verheiratet und hat zwei Kinder.

## Militärische Karriere
Ford wurde durch das Reserve Officer Training Corps-Programm 1982 rekrutiert und vollendete die Ausbildung zum Jetpiloten in einer F-15 am Luftwaffenstützpunkt von Columbus, Mississippi 1984. Anschließend war er von 1984 bis 1987 in einem Kampfgeschwader auf dem Luftwaffenstützpunkt in Bitburg und bis 1989 in einem Abfanggeschwader am Marineflughafen Keflavik in Island stationiert, wo er unter anderem am Abfangen und Eskortieren von 18 sowjetischen Kampfflugzeugen über dem Nordatlantik beteiligt war. Nach Abschluss der Testpilotenschule am Luftwaffenstützpunkt in Edwards, Kalifornien (1990), war Ford bis 1994 Testpilot in einer F-16 im Luftwaffenstützpunkt Eglin, Florida.
1994 bis 1997 promovierte Ford am Air Force Institute of Technology am Luftwaffenstützpunkt von Wright-Patterson, Ohio. Anschließend wurde er der Luftwaffenschule für Testpiloten zugeteilt und diente als Ausbilder für die F-15 und F-16 und Segelflugzeuge. Ford hat 4900 Flugstunden absolviert, ist Pilot für Flugzeuge, Hubschrauber und Segelflugzeuge und Fluglehrer für Flugzeuge und Segelflugzeuge. 2008 schied Ford als Oberst aus der Luftwaffe aus.

## NASA-Karriere
Im Juli 2000 wurde Ford als Astronautenkandidat durch die NASA ausgewählt und begann mit der zweijährigen Ausbildung im August 2000. Im Anschluss daran versah er verschiedene Aufgaben bei der NASA, so als Capsule Communicator und Leiter für Einsätze am Juri-Gagarin-Kosmonautentrainingszentrum im Sternenstädtchen in Russland von Januar 2004 bis Januar 2005.
Am 15. Juli 2008 wurde Ford als Pilot der Mission STS-128 ausgewählt. Ford startete bei dieser Mission am 29. August 2009 mit der Raumfähre Discovery zur Internationalen Raumstation (ISS). Die Landung erfolgte am 12. September 2009.
Im Februar 2010 wurde bekannt, dass Ford als ISS-Langzeitastronaut erneut ins All fliegen wird. Am 8. Juli 2010 nominierte ihn die NASA als ISS-Flugingenieur gemeinsam mit den beiden Russen Oleg Nowizki und Jewgeni Tarelkin als Reservebesatzung für Sojus TMA-04M sowie als Einsatz-Crew für Sojus TMA-06M, welche am 23. Oktober 2012 zur ISS startete. Dort war Ford anfangs Bordingenieur der 33. ISS-Crew und wurde am 18. November Kommandant der 34. ISS-Besatzung.
Ford verließ die NASA im Januar 2014.

## Zusammenfassung
| Nr | Mission       | Funktion                       | Flugdatum | Flugdauer    |
| -- | ------------- | ------------------------------ | --------- | ------------ |
| 1  | STS-128       | Pilot                          | 2009      | 13d 20h 54m  |
| 2  | Sojus TMA-06M | Bordingenieur / ISS-Kommandant | 2012/2013 | 143d 16h 15m |

## Auszeichnungen und Ehrungen
Im Laufe seiner Dienstzeit wurde Ford mit der Meritorious Service Medal, der Air Force Commendation Medal, der Aerial Achievement Medal und der Armed Forces Expeditionary Medal geehrt. 1998 erhielt er den Air Force Test Pilot School David B. Barnes Outstanding Flight Instructor Award als hervorragender Fluglehrer.